# Калікст Понінський (староста)

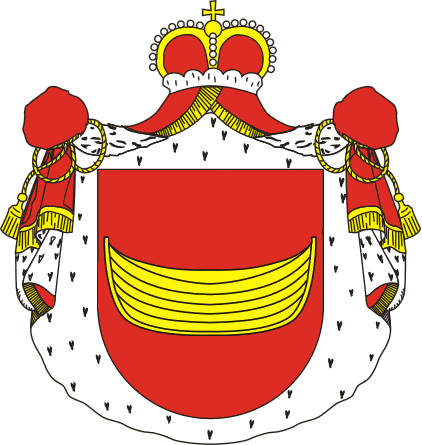
Княжий герб Поніньських

Калікст Поніньський гербу Лодзя (пол. Kalikst Poniński; 1753, Єзьори поблизу Серадза — 13 червня 1817, Понінка) — польський військовик, політичний діяч, магнат. Представник роду Поніньських.

## Життєпис
Батько — Мацей Поніньський (з 1774 року — князь), матір — друга дружина батька Аполонія з Ярачевських, донька лендзького каштеляна Героніма Ярачевського.
У 1766—1770 — кадет лицарської школи. 1774 — мальтійський кавалер. 1775 — член львівської масонської ложі «Трьох білих орлів». 1780 року: посол сейму від Брацлавського воєводства, отримав орден святого Станіслава. 1783 року продав права на Брацлавське староство Тадеушеві Козловському. Після цього проживав у Звягелі або Полонному. В червні 1784 року в Полоному заснував ложу «Марс» при своєму регіменті, в Звягелі — «Мінерва». 17 березня 1791 нагороджений орденом Білого Орла. Наприкінці вересня 1792 викликав на дуель Прота Потоцького, який доповів про це представникам Торговицької конфедерації, за чиїм вироком був змушений його перепрошувати. Для повстання Тадеуша Косцюшка офірував коштовності на 1100 польських злотих.
Помер у Понінці 13 червня 1817, був похований у Полонному.

### Сім'я
Перша дружина — Барбара з Любомирських, дочка Єжи Іґнація (†1753), вдова Каспера Любомирського (пом. 1780, хмільницький староста), його братова. Шлюб — у липні 1780 року, потім розлучилися. З 1791 року вона мала «голосний» роман з його небожем Адамом, який у січні 1792 публічно перепросив К. Поніньського, зіславшись на інтриги Прота Потоцького. У квітні 1793 вона вийшла за Александра Вінніцького.
 Друга — Людвіка з Хщоновських (пол. Chrzczonowska). Дітей з ними не мав.